# Für die Kämpfer, für die Verrückten
Für die Kämpfer, für die Verrückten (Originaltitel: Tutto chiede salvezza, auf Deutsch in etwa: Alles verlangt nach Erlösung) ist ein italienisches Serien-Drama unter der Regie von Francesco Bruni, das von Picomedia produziert und dessen erste Staffel beim Streamingdienst Netflix am 14. Oktober 2022 veröffentlicht wurde. Seit 26. September 2024 zeigt Netflix die zweite Staffel.
Die Serie wurde durch den gleichnamigen Roman Für die Kämpfer, für die Verrückten von Daniele Mencarelli inspiriert.

## Handlung
Daniele, ein zwanzigjähriger Mann, wacht nach einer psychotischen Krise zusammen mit fünf ungleichen Mitbewohnern in einer Psychiatrie auf. Ihm ist nicht bewusst, wie er hierher gekommen ist und er kann sich nicht an das Vergangene erinnern. Er fühlt sich bedrängt von den Ärzten, die seine Amnesie nicht verstehen. Daniele erfährt, dass er in einem psychotischen Schock seinen Vater angegriffen und verletzt hat. Der ihm zunächst, aufgrund seiner Amnesie, unbekannte Vorfall ist der Grund für seinen Aufenthalt in der Psychiatrie. 
Die sieben Tage, die ihm in der Einrichtung bevorstehen, kommen ihm besonders lang vor und entwickeln sich zu einer der intensivsten und prägendsten Erfahrungen seines Lebens.

## Episodenliste

### Staffel 1
| Nummer | Titel                | Länge  | Veröffentlichung |
| ------ | -------------------- | ------ | ---------------- |
| 01     | Sonntag (Domenica)   | 45 min | 14. Oktober 2022 |
| 02     | Montag (Lunedì)      | 45 min | 14. Oktober 2022 |
| 03     | Dienstag (Martedì)   | 46 min | 14. Oktober 2022 |
| 04     | Mittwoch (Mercoledì) | 49 min | 14. Oktober 2022 |
| 05     | Donnerstag (Giovedì) | 49 min | 14. Oktober 2022 |
| 06     | Freitag (Venerdì)    | 42 min | 14. Oktober 2022 |
| 07     | Samstag (Sabato)     | 45 min | 14. Oktober 2022 |

Quelle:

### Staffel 2
| Nummer | Titel                            | Länge  | Veröffentlichung   |
| ------ | -------------------------------- | ------ | ------------------ |
| 08     | Erste Woche (Prima settimana)    | 49 min | 26. September 2024 |
| 09     | Zweite Woche (Seconda settimana) | 50 min | 26. September 2024 |
| 10     | Dritte Woche (Terza settimana)   | 50 min | 26. September 2024 |
| 11     | Vierte Woche (Quarta settimana)  | 51 min | 26. September 2024 |
| 12     | Fünfte Woche (Quinta settimana)  | 49 min | 26. September 2024 |

Quelle:

### Veröffentlichung
Die erste Staffel wurde am 14. Oktober 2022 und die zweite Staffel am 26. September 2024 auf Netflix veröffentlicht.